# 노동자 대투쟁
노동자 대투쟁(勞動者大鬪爭)은 1987년 7월에서 9월까지 벌어진 대한민국의 전국적 파업투쟁이다. 87년 7월, 8월 2개월간 3천여 건 이상의 노동쟁의가 발생했으며, 이 파업투쟁을 계기로 대한민국의 노동조합 조직화가 급속히 증대되었다. 노동자 대투쟁은 6월 항쟁으로 인한 정치 민주화의 바람을 타고 발생했으나, 6월 항쟁과 달리 정치권과 중산층의 외면으로 인해 큰 성과를 거두지 못하고 사그라들고 말았다.

## 같이 보기
- 전국민주노동조합총연맹 (민주노총)